# Данцберга, Хелга
Хе́лга Да́нцберга (латыш. Helga Dancberga; 18 ноября 1941, Рига, Рейхскомиссариат Остланд — 17 ноября 2019) — советская и латвийская актриса.

## Биография
Хелга Данцберга родилась 18 ноября 1941 года в Риге.
Окончила 1-ю Рижскую среднюю школу (1960), актёрскую студию Театра Дайлес и режиссёрское отделение театрального факультета Латвийской государственной консерватории им. Я. Витола (1984).
Актриса Валмиерского драматического театра (1962—1963), Лиепайского государственного театра (1963—1973), Латвийского Национального театра (последние годы актриса за штатом).
В кино с 1961 года. Снималась в фильмах режиссёров Рижской киностудии.
Была замужем за композитором Имантом Калныньшем. Дочь — Резия Калныня — популярная латвийская актриса.

## Творчество

### Роли в театре

#### Валмиерский драматический театр
- 1962 — «Голубая рапсодия» Николая Погодина — Вавочка Маландина
- 1962 — «Шутки сухой улицы» А. Лупанина — Нюша

#### Лиепайский государственный театр
- 1963 — «Весенние заморозки» Рудольфа Блауманиса — Лиена
- 1963 — «Такая любовь» Павла Когоута — Лида Матисова
- 1963 — «Три маленькие сестрички» Е. Ансона — Хелга
- 1965 — «Индулис и Ария» Райниса — Визбулите
- 1965 — «По дороге китов» Гунара Приеде — Инга
- 1967 — «Любовь, джаз и чёрт» Юозаса Грушаса — Беатриче
- 1968 — «Дуэль» М. Байджиева — Нази
- 1968 — «Из подслащённой бутылки» Рудольфа Блауманиса — Мария
- 1969 — «Антигона» Жана Ануя — Антигона
- 1969 — «Обманщик» Карло Гольдони — Розаура
- 1970 — «Три мушкетёра» по роману Александра Дюма-отца — Констанция Бонасьё
- 1970 — «Спартак» Андрея Упита — Мирца
- 1972 — «Любовь под вязами» Юджина О’Нила — Эбби
- 1973 — «Роза Бернд» Герхарта Гауптмана — Роза Бернд

#### Латвийский Национальный театр
- 1976 — «Утиная охота» Александра Вампилова — Галина
- 1977 — «Часы с кукушкой» Яниса Юрканса — Астра
- 1979 — «Ученик дьявола» Джорджа Бернарда Шоу — Джудит Андерсон
- 1982 — «В огне» Рудольфа Блауманиса — Хорст
- 1983 — «Альберт» Хария Гулбиса — Марта
- 1985 — «Оливер» Хария Гулбиса — Стефания
- 1988 — «Строитель Сольнес» Генрика Ибсена — Алина
- 1988 — «Индраны» Рудольфа Блауманиса — Густа
- 1990 — «Спокойной ночи, мама!» М. Нормена — Телма
- 1991 — «Священные чудовища» Жана Кокто — Эстер
- 1994 — «Дни портных в Силмачах» Рудольфа Блауманиса — Бебене
- 1995 — «Шальной барон Бундулс» Я. Зейболта — Аурика
- 1996 — «Третье слово» Алехандро Касона — Анхелина
- 1998 — «Рига» Аугуста Деглава — Хилдегарда
- 2004 — «Сенсация» Эдварда Вульфа — Госпожа в голубом
- 2008 — «Наследники песка» Лелде Стумбре — Каутене
- 2008 — «Дядя Ваня» А. П. Чехова — Марина Тимофеевна

### Режиссёрские работы

#### Латвийский Национальный театр
- 1984 — «Освобождённая» С. Кристова

### Фильмография
- 1961 — Верба серая цветёт
- 1972 — Афера Цеплиса — Берта
- 1973 — Вей, ветерок!
- 1974 — Морские ворота — Лида
- 1975 — Ключи от рая — Мария Антоновна
- 1976 — Быть лишним — сестра Витерса
- 1977 — Подарки по телефону — Мирдза
- 1977 — Мужчина в расцвете лет — Ливия
- 1980 — Не будь этой девчонки…
- 1980 — Миллионы Ферфакса — Люси Даунтри
- 1980 — Вечерний вариант — Майга
- 1981 — Кража — Кэт
- 1982 — Моя семья — Зайга
- 1982 — Возвращение Баттерфляй — Креспи
- 1985 — Двойной капкан — Пуриня
- 1986 — Первоцвет
- 1988 — Генеральная репетиция — Орлая
- 1992 — Цена головы — миссис Гендерсон